# College Chums (film 1907)
College Chums è un cortometraggio muto del 1907 diretto da Edwin S. Porter, e prodotto dalla Edison Manufacturing Company.

## Trama
Mentre è in un parco, una giovane donna vede il suo fidanzato essere abbastanza affettuoso con un'altra donna. Quando lei lo chiama al telefono per chiedere una spiegazione, lui le dice che era sua sorella. Non è soddisfatta e insiste per venire a incontrare sua "sorella". Mentre il giovane rimugina su come uscire dai guai, un amico del college arriva e si offre di fingere di essere la sorella. All'inizio questo funziona, ma presto ha creato ancora più complicazioni poiché prima la sua fidanzata e poi suo padre iniziano a flirtare con l'amico.

## Produzione
Il film è stato prodotto dalla Edison Manufacturing Company e diretto da Edwin S. Porter. Fu girato nel nuovo studio Edison nel Bronx nell'estate del 1907 e distribuito negli Stati Uniti il 7 dicembre 1907.